# Lista najwyższych budynków w Warszawie

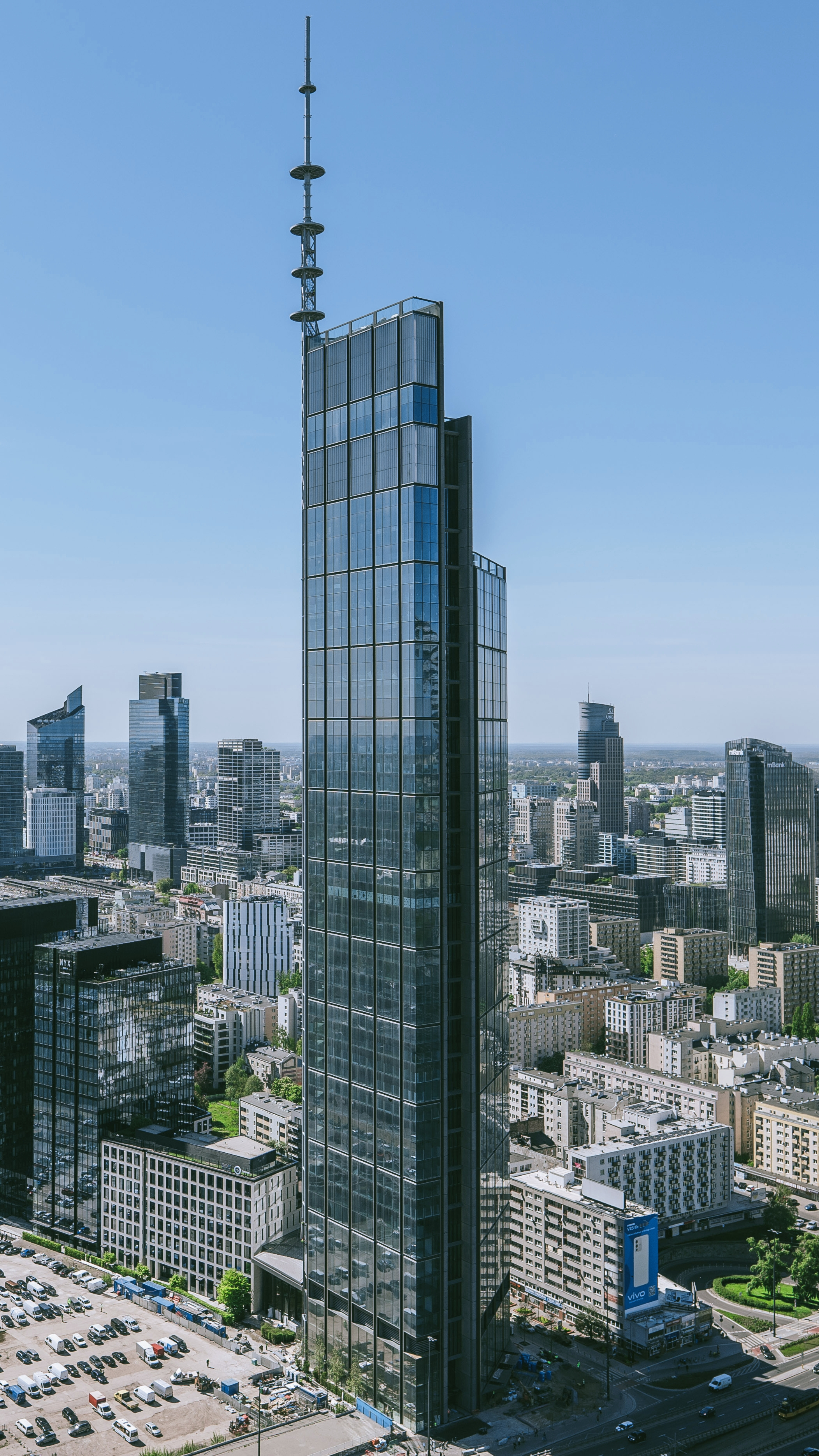
Varso (310 m)

Lista najwyższych budynków w Warszawie – zestawienie budynków o wysokości powyżej 60 metrów znajdujących się w Warszawie.
W Warszawie znajduje się ponad 90 budynków mających 60 m wysokości lub wyższych. Są to głównie wieżowce oraz, w mniejszym stopniu, świątynie. Wieżowiec (jeśli bardzo wysoki, nazywany jest potocznie drapaczem chmur) – wysoki wielokondygnacyjny budynek zdolny (w przeciwieństwie do wież i masztów) tworzyć warunki do życia i zamieszkania. Wprawdzie nie istnieją oficjalne regulacje, ale na sklasyfikowanie budynku jako wieżowca wpływają (oprócz wysokości) kształt, wygląd, lokalizacja i obecność innych budynków. W Stanach Zjednoczonych istnieje niepisana reguła, według której za wieżowiec uznawany jest budynek o wysokości przekraczającej 150 metrów. W innych rejonach świata niższy budynek również może zostać uznany za drapacz chmur, zwłaszcza jeśli dominuje nad otoczeniem. Warszawskie wieżowce należą do najwyższych w Polsce, jak również do najwyższych w Europie.

## Historia

### Okres przed II wojną światową

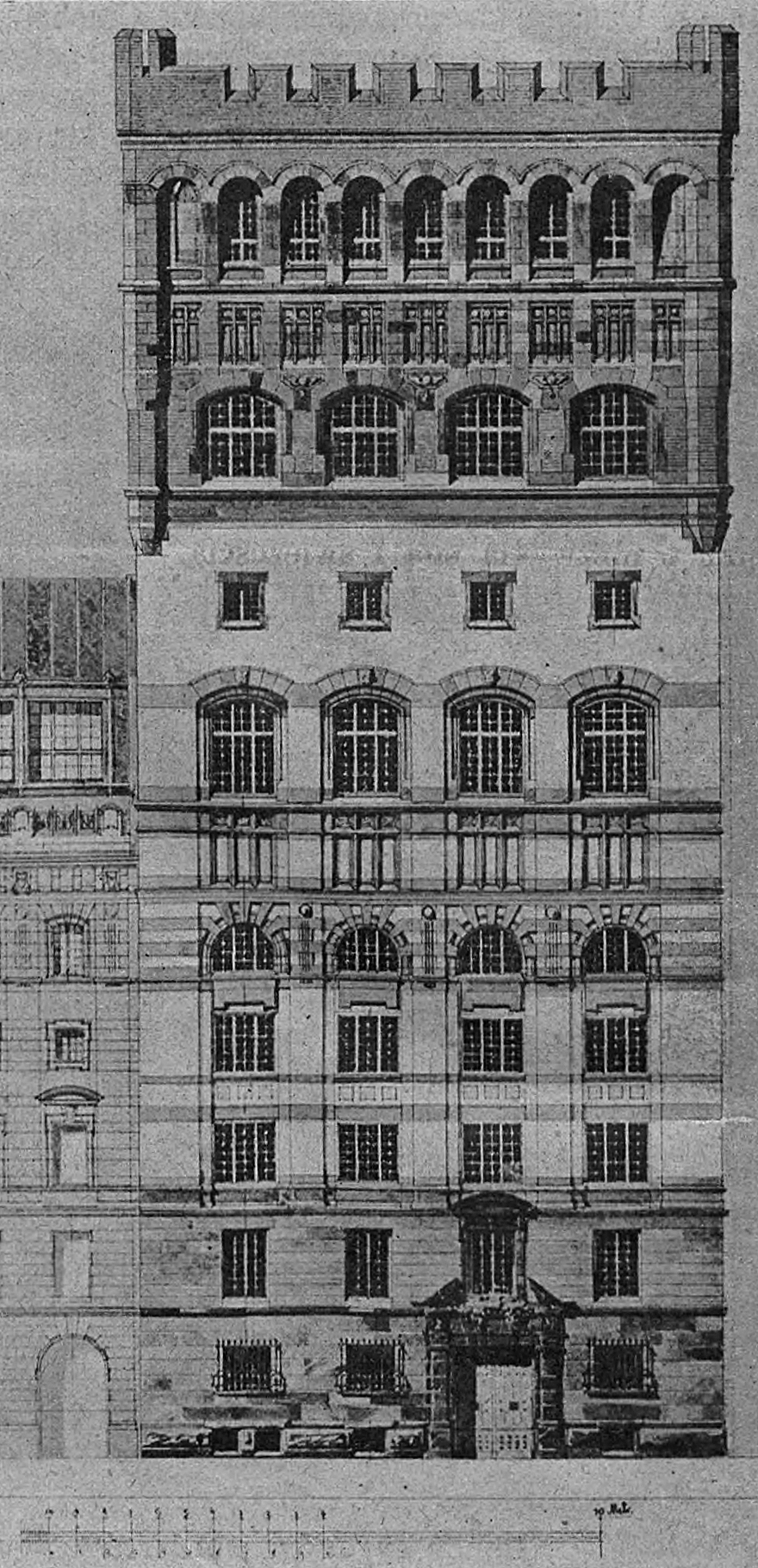
Wyższa część budynku przy ul. Zielnej 37/39

Pierwszymi budynkami wysokościowymi na terenie Warszawy, które dotrwały do współczesnych czasów, były obiekty sakralne wybudowane na przełomie XIX i XX wieku: kościół św. Augustyna (1896 r.), kościół św. Stanisława Biskupa (1903 r.) oraz bazylika św. Michała i św. Floriana (1904 r.). Wszystkie te budynki przekroczyły 75 metrów wysokości . Pierwszy niesakralny wysokościowiec w Warszawie powstał w czasach Królestwa Polskiego. Budynek naśladujący średniowieczną wieżę zamkową zbudowany został przy ulicy Zielnej 39 w latach 1906–1908 dla szwedzkiego Towarzystwa Akcyjnego Telefonów „Cedergren” (architektem był Bronisław Brochwicz-Rogoyski). Powstał obok wybudowanego kilka lat wcześniej, czteropiętrowego budynku „Cedergrenu” przy ul. Zielnej 37. Wysokość budynku od podstawy fundamentów do szczytu wynosiła 51 m. Była to jedna z pierwszych tego typu konstrukcji żelbetowych w Europie. W 1922 budynek przejęła Polska Akcyjna Spółka Telefoniczna i budynek zaczął być nazywany PAST-ą. Zasłynął z zaciętych walk, jakie toczyły się o niego podczas powstania warszawskiego. 
Pierwszy z prawdziwego zdarzenia drapacz chmur (lub „niebotyk” jak go wtedy nazywano) powstał w Warszawie w 1934 r. przy placu Napoleona (obecnie Powstańców Warszawy). Liczący 17 pięter i 66 metrów wieżowiec Prudentialu zaprojektował w stylu luksusowego funkcjonalizmu Marcin Weinfeld, za stalową konstrukcję biurowca odpowiedzialny był Stefan Bryła. Zarówno wieżowiec Prudentialu, jak i PAST-a podzieliły podczas II wojny światowej los całej Warszawy. Mimo poważnych uszkodzeń, oba przetrwały wojnę, w czym pomogła im ich solidna konstrukcja. Po wojnie zostały odbudowane w nieco zmienionym kształcie. Prudential został przeprojektowany przez Weinfelda, który nadał mu socrealistyczny kostium, na potrzeby Hotelu Miejskiego (później Hotel Warszawa).

### 1945–1999
W latach 1952–1955 w samym centrum zniszczonego miasta wzniesiono Pałac Kultury i Nauki, liczący początkowo 231 metrów (obecnie 237 metrów). W latach 60. powstały 67-metrowy dom studencki „Riviera” oraz trzy blisko 80-metrowe wieżowce mieszkalne Ściany Wschodniej. Lata 70. i otwarcie się Polski na Zachód skutkowało zapotrzebowaniem na prestiżowe hotele i biurowce. Zbudowano wtedy m.in. ponad 100-metrowy Hotel Forum (dziś Novotel) oraz biurowce Intraco I i Intraco II (dziś Oxford Tower). W wyniku poważnego kryzysu lat 80. i braku dewiz wszystkie większe budowy wieżowców w Warszawie zostały wstrzymane (wieżowiec na pl. Bankowym i Hotel Marriott) lub całkowicie anulowane.
Koniec lat 80. i początek 90. to gwałtowne przemiany w Polsce, koniec PRL i powrót do gospodarki rynkowej. Ukończone zostały ciągnące się latami budowa 140-metrowego Hotelu Marriott oraz 100-metrowego Błękitnego Wieżowca przy placu Bankowym. W końcu lat 90. powstały m.in. FIM Tower i Ilmet. Prawdziwie rekordowy był rok 1999, kiedy ukończono budowę Millenium Plaza, Warszawskiego Centrum Finansowego oraz przede wszystkim 208-metrowego Warsaw Trade Tower, który ma obecnie najwyżej położone piętra użytkowe w Warszawie.

### XXI wiek
W latach 2000–2001 wzniesiono siedziby polskich przedsiębiorstw: PZU Tower i TP S.A. Tower. Lata 2003–2005 to budowa hotelu Westin oraz trzeciego co do wysokości pięciogwiazdkowego hotelu w Europie: Intercontinental. W latach 2000 i 2004 powstały odpowiednio 105-metrowa Babka Tower oraz wieżowiec mieszkalny: Łucka City. Na początku 2006 roku do użytku oddany został wieżowiec biurowy Rondo 1, na początku roku 2007 część handlowa kompleksu Złote Tarasy i hotelu Hilton, a w 2011 roku oddany został JM Tower.
Rynek biurowców powoli ulega nasyceniu. Obecnie zauważalną tendencją na warszawskim rynku jest zastępowanie budynków stosunkowo młodych, wzniesionych najczęściej w latach 90., bardziej funkcjonalnymi, nowoczesnymi obiektami. Przykładami takich inwestycji są: powstały w 2013 r. budynek mieszkalny Złota 44 w miejscu, wybudowanej w latach 1989–1991, pierwszej w Warszawie galerii handlowej City Center oraz powstały w 2016 r. biurowiec Q22 w miejscu Hotelu Mercure. W planach są kolejne tego typu inwestycje, między innymi w miejscach obecnych budynków: Kaskada, Holiday Inn, Atrium International, Kolmex oraz Ilmet.
Poprawa infrastruktury komunikacyjnej w ścisłym centrum Warszawy, wskutek budowy drugiej linii metra (M2) spowodowała intensyfikację prac związanych z budową nowych budynków wieżowych zlokalizowanych w okolicach rond ONZ oraz Daszyńskiego, stanowiąc oś dynamicznie rozwijającej się tej części miasta. Oddano do użytku między innymi takie wieżowce jak: Cosmopolitan Twarda 2/4 (2013), Q22 (2016), Warsaw Spire (2016), Mennica Legacy Tower (2020), The Warsaw Hub (2020), Warsaw Unit (2021), Skyliner (2021).
W Warszawie, z uwagi na dużą liczbę istniejących budynków, których wysokość przekracza 150 metrów, tych których budowa jest obecnie prowadzona, jak również planowanych do budowy w niedalekiej przyszłości, zaliczanie do kategorii wieżowców budynków poniżej 150 metrów byłoby mylące i nieprecyzyjne. Wskutek zrealizowanych dotychczas inwestycji w budynki wieżowe w Warszawie, stolica Polski plasuje się w ścisłym gronie europejskich metropolii pod względem liczby budynków, których wysokość przekracza 150 metrów.

## Strefa wysokiej zabudowy
Zdaniem części urbanistów i architektów budynki wysokościowe w Warszawie, choć niejednokrotnie ciekawe w formie i nowoczesne, w ostatnich latach budowane są w sposób chaotyczny – punktowo, w wielu rejonach miasta – i często niespójny z otoczeniem. W innych wielkich miastach europejskich dla zabudowy wysokościowej wyznaczane są określone rejony: we Frankfurcie nad Menem wysokościowce rozmieszczone są wzdłuż jednej arterii komunikacyjnej, w Paryżu – wyłącznie na obszarze tzw. La Défense – poza śródmieściem.
Władze Warszawy pomimo wykonania opracowań analitycznych lokalizacji nowych wieżowców i zmian w panoramie miasta, nie zdecydowały się jak dotąd wyznaczyć konkretnych rejonów, gdzie mają być budowane wysokościowce i pozwalają na wznoszenie ich w różnych miejscach, bez spójnej koncepcji. Obszar zagęszczenia budynków wieżowych bywa przez warszawskich urbanistów określany jako Ścisłe centrum Warszawy nazywając tak kwartał ulic wokół Pałacu Kultury i Nauki, ograniczony ulicami: Marszałkowską, Alejami Jerozolimskimi, Emilii Plater i Świętokrzyską lub jako strefy (pasma) zabudowy wysokościowej.
W świadomości mieszkańców funkcjonuje nazwa Centrum, mająca mniejszy zasięg niż Śródmieście, rozumiana najczęściej jako skrzyżowanie ul. Marszałkowskiej z Alejami Jerozolimskimi (rondo Dmowskiego) ze stojącymi obok charakterystycznymi budynkami Rotundy PKO i Hotelu Novotel (d. Forum), w pobliżu Pałacu Kultury i Nauki. Do tego miejsca kierują drogowskazy (tablice kierunkowe), stąd też liczone są wszystkie odległości drogowe z Warszawy. W zachodnim narożniku skrzyżowania (od strony Pałacu Kultury) znajduje się słup kilometrowy z wyszczególnionymi odległościami do najważniejszych miast w kraju i za granicą.
Na potrzeby rynku nieruchomościowego została wymyślona nazwa Centralnego Obszaru Biznesu (pochodząca od angielskiej nazwy Central Business District), niefunkcjonująca jednak w szerokiej świadomości mieszkańców.
Problemem, który nierozerwalnie wiąże się z powstającą w Warszawie nowoczesną architekturą jest realizowana w niewystarczającym stopniu ochrona panoramy miasta, w tym: tła widokowego Starego Miasta, wpisanego na listę światowego dziedzictwa UNESCO, które w latach 70. zmienił Intraco I, a ostatnio North Gate oraz kontrowersyjna kamienica Plac Zamkowy – Business with Heritage przy ul. Senatorskiej (istnieje niebezpieczeństwo wykreślenia Starego Miasta z tej listy m.in. gdyby gdzieś w pobliżu powstały jakieś biurowce) oraz Traktu Królewskiego stanowiącego wraz z otoczeniem tzw. Pomnik historii. Zagrożona jest integralność zespołów architektury XX w. (np. Ściany Wschodniej – pojawiły się pomysły wzniesienia wysokościowców w miejscu domu handlowego Sezam i kina Relax). Budynki lokalizowane są na podstawie doraźnych decyzji o warunkach zabudowy zamiast planów miejscowych, niekiedy wydawane są decyzje sprzeczne z równolegle przygotowywanymi projektami planów miejscowych (jak w rejonie Żoliborza Południowego). Również inwestorzy prowadzą działania ignorujące opracowywane projekty planów, nawet bardzo zaawansowane (promowany pomysł „Parku Światła” w rejonie stadionu Skry, objętym planem miejscowym Pola Mokotowskiego, już po wyłożeniu tego planu do publicznego wglądu i upływie terminu zgłaszania wniosków).
Okoła połowa warszawskich wysokościowców znajduje się w obszarach MSI Śródmieście Północne i Mirów.

## Lista najwyższych budynków w Warszawie (powyżej 100 metrów)
Zestawienie wszystkich warszawskich budynków o wysokości powyżej 100 metrów.
| Lp. | Nazwa                                                       | Adres                           | Wysokość całkowita [m] | Wysokość do dachu [m] | Liczba kondygnacji | Rok ukończenia | Inwestor                                       | Architekt | Styl architektoniczny | Dzielnica      | Osiedle                | Przeznaczenie      |
| --- | ----------------------------------------------------------- | ------------------------------- | ---------------------- | --------------------- | ------------------ | -------------- | ---------------------------------------------- | --- | --------------------- | -------------- | ---------------------- | ------------------ |
| 1   | Varso Place                                                 | ul. Chmielna 73                 | 310                    | 230                   | 54                 | 2022           | HB Reavis                                      | Foster and Partners, HRA Architekci                                                                                   |                       | Wola           | Mirów                  | biurowy            |
| 2   | Pałac Kultury i Nauki                                       | pl. Defilad 1                   | 237                    | 188                   | 43                 | 1955           | ZSRR                                           | Lew Rudniew | Socrealizm            | Śródmieście    | Śródmieście Północne   | biurowy            |
| 3   | Warsaw Spire                                                | pl. Europejski 1, 2 i 6         | 220                    | 188                   | 49                 | 2016           | Ghelamco                                       | Jaspers & Eyers Partners, Polsko-Belgijska Pracownia Architektury                                                     |                       | Wola           | Mirów                  | biurowy            |
| 4   | Warsaw Trade Tower                                          | ul. Chłodna 51                  | 208                    | 184                   | 43                 | 1999           | Daewoo                                         | Wyszyński, Majewski, Hermanowicz & RTKL                                                                               | Postmodernizm         | Wola           | Mirów                  | biurowy            |
| 5   | Warsaw Unit                                                 | ul. Pańska 112                  | 202                    | 180                   | 46                 | 2021           | Ghelamco                                       | Projekt Polsko-Belgijska Pracownia Architektury                                                                       |                       | Wola           | Mirów                  | biurowy            |
| 6   | Skyliner                                                    | ul. Prosta 67                   | 195                    | 195                   | 45                 | 2021           | Karimpol Group                                 | APA Wojciechowski |                       | Wola           | Czyste                 | biurowy            |
| 7   | Q22                                                         | al. Jana Pawła II 22            | 195                    | 159                   | 42                 | 2016           | Echo Investment                                | Kuryłowicz & Associates, Buro Happold                                                                                 |                       | Śródmieście    | Śródmieście Północne   | biurowy            |
| 8   | Złota 44 (znany także jako Żagiel Libeskinda)               | ul. Złota 44                    | 192                    | 192                   | 55                 | 2013           | BBI Development                                | Daniel Libeskind | Dekonstruktywizm      | Śródmieście    | Śródmieście Północne   | mieszkalny         |
| 9   | Rondo 1                                                     | Rondo ONZ 1                     | 192                    | 159                   | 40                 | 2006           |                                                | Larry Oltmanns | High-tech             | Śródmieście    | Śródmieście Północne   | biurowy            |
| 10  | The Bridge                                                  | ul. Grzybowska 67/69            | 174                    | 174                   | 41                 | 2024           | Ghelamco Poland                                | UNStudio i PBPP Projekt                                                                                               |                       | Wola           | Mirów                  | biurowy            |
| 11  | Centrum LIM                                                 | Al. Jerozolimskie 65/79         | 170                    | 140                   | 43                 | 1989           | LIM Joint Venture (PLL LOT – Marriott Hotels)  | Jerzy Skrzypczak, Andrzej Bielobradek, Tadeusz Stefański                                                              | Styl międzynarodowy   | Śródmieście    | Śródmieście Południowe | biurowy hotelarski |
| 12  | Warsaw Financial Center                                     | ul. Emilii Plater 53            | 165                    | 144                   | 32                 | 1998           | Golub & Company                                | A. Epstein & Sons International, Kohn Pedersen Fox Associates                                                         | Postmodernizm         | Śródmieście    | Śródmieście Północne   | biurowy            |
| 13  | InterContinental Warszawa                                   | ul. Emilii Plater 49            | 164                    | 154                   | 45                 | 2004           | UBM Realitätenentwicklung Aktiengesellschaft   | Tadeusz Spychała, Wojciech Popławski, Williband Fürst                                                                 | Styl międzynarodowy   | Śródmieście    | Śródmieście Północne   | hotelarski         |
| 14  | Cosmopolitan Twarda 2/4                                     | ul. Twarda 2/4                  | 160                    | 160                   | 44                 | 2013           | Tacit Development                              | Pracownia Murphy/Jahn                                                                                                 | Postmodernizm         | Śródmieście    | Śródmieście Północne   | mieszkalny         |
| 15  | Skysawa, d. City Tower, PHN Tower                           | ul. Świętokrzyska 36            | 155                    | 150                   | 36                 | 2022           | PHN                                            | Projekt Polsko-Belgijska Pracownia Architektury                                                                       | Postmodernizm         | Śródmieście    | Śródmieście Północne   | biurowy            |
| 16  | Ch8 (dawniej Intraco II, Elektrim i Oxford Tower)           | ul. Tytusa Chałubińskiego 8     | 150                    | 140                   | 46                 | 1979           | BPA Byggproduktion AB                          | Jerzy Skrzypczak, Halina Świergocka-Kaim, Wojciech Grzybowski, Jan Zdanowicz, Jerzy Janczak                           | Styl międzynarodowy   | Śródmieście    | Śródmieście Południowe | biurowy            |
| 17  | Mennica Legacy Tower                                        | ul. Pereca 21                   | 141                    | 133                   | 32                 | 2020           | Golub GetHouse, Mennica Polska                 | Goettsch Partners |                       | Wola           | Mirów                  | biurowy            |
| 18  | Generation Park                                             | ul. Prosta 36                   | 140                    | 140                   | 40                 | 2021           | Skanska                                        | JEMS Architekci |                       | Wola           | Mirów                  | biurowy            |
| 19  | Intraco I                                                   | ul. Stawki 2                    | 138                    | 107                   | 39                 | 1975           | BPA Byggproduktion AB                          | Peter Diebitsch | Modernizm             | Śródmieście    | Muranów                | biurowy            |
| 20  | The Warsaw Hub 1 (d. Sienna Towers)                         | Rondo Daszyńskiego              | 130                    | 130                   | 31                 | 2020           | Ghelamco                                       | AMC – Andrzej M. Chołdzyński                                                                                          |                       | Wola           | Czyste                 | biurowy            |
| 21  | The Warsaw Hub 2 (d. Sienna Towers)                         | Rondo Daszyńskiego              | 130                    | 130                   | 31                 | 2020           | Ghelamco                                       | AMC – Andrzej M. Chołdzyński                                                                                          |                       | Wola           | Czyste                 | biurowy            |
| 22  | Spektrum (dawniej TP SA Tower, Orange Tower i Twarda Tower) | ul. Twarda 18                   | 128                    | 122                   | 35                 | 2003           | Telekomunikacja Polska                         | Apar-Projekt, Arca A&C                                                                                                |                       | Śródmieście    | Śródmieście Północne   | biurowy            |
| 23  | Forest                                                      | ul. Burakowska 14               | 120                    | 120                   | 32                 | 2022           | HB Reavis                                      | HRA Architekci | Postmodernizm         | Wola           | Powązki                | biurowy            |
| 24  | Łucka City                                                  | ul. Łucka 15                    | 120                    | 106                   | 30                 | 2004           | J.W. Construction                              | Maria Berko-Haas, Marek Sędzierski                                                                                    |                       | Wola           | Mirów                  | mieszkalny         |
| 25  | Błękitny Wieżowiec                                          | pl. Bankowy 2                   | 120                    | 100                   | 27                 | 1991           | pierwotnie: CHZ Polimex-Cekop, Orbis           | Jerzy Czyż, Andrzej Skopiński, Jan Furman, Lech Robaczyński, Marzena Leszczyńska                                      |                       | Śródmieście    | Śródmieście Północne   | biurowy            |
| 26  | Atlas Tower (dawniej Reform Plaza i Millennium Plaza)       | Al. Jerozolimskie 123a          | 116                    | 112                   | 28                 | 1999           | Reform Company                                 | Vahap Toy | Postmodernizm         | Ochota         | Filtry                 | biurowy            |
| 27  | Central Tower (dawniej FIM Tower i ORCO Tower)              | Al. Jerozolimskie 81            | 115                    | 115                   | 26                 | 1996           | Fortrade Financing S.p.A.                      | Lorenzo Martinoia, Jacek Sokalski, Amadeo Strada                                                                      |                       | Ochota         | Filtry                 | biurowy            |
| 28  | Stadion Narodowy                                            | al. ks. Józefa Poniatowskiego 1 | 113                    | 70                    | 9                  | 2012           | Skarb Państwa                                  | JSK Architekci, gmp International, Schlaich Bergermann und Partner, Zbigniew Pszczulny, Mariusz Rutz, Hubert Nienhoff |                       | Praga-Południe | Kamionek               | sportowy           |
| 29  | Novotel Warszawa Centrum (dawniej Hotel Forum)              | ul. Marszałkowska 94-98         | 111                    | 106                   | 33                 | 1974           | Orbis                                          | Sten Samuelsson | modernizm             | Śródmieście    | Śródmieście Południowe | hotelarski         |
| 30  | Towarowa Towers, bud. A                                     | ul.Prosta 69C                   | 105                    | 95                    | 29                 | 2024           | Asbud                                          | FS&P Arcus |                       | Wola           | Czyste                 | mieszkalny         |
| 31  | Towarowa Towers, bud. B                                     | ul. Prosta 69D                  | 105                    | 95                    | 29                 | 2024           | Asbud                                          | FS&P Arcus |                       | Wola           | Czyste                 | mieszkalny         |
| 32  | Złote Tarasy (najwyższy bud. – Skylight)                    | ul. Złota 59                    | 105                    | 105                   | 26                 | 2007           | Złote Tarasy Sp. z o.o. (ING, Miasto Warszawa) | Jerde Partnership |                       | Śródmieście    | Śródmieście Północne   | biurowy            |
| 33  | Babka Tower                                                 | al. Jana Pawła II 80            | 105                    | 96                    | 28                 | 2000           | Echo Investment, WAN                           | JEMS Architekci |                       | Śródmieście    | Muranów                | mieszkalny         |
| 34  | Ilmet (w trakcie rozbiórki)                                 | al. Jana Pawła II 15            | 103                    | 83                    | 22                 | 1997           | Ilbau                                          | Miljenko Dumenčić, Mirosław Kartowicz                                                                                 |                       | Wola           | Mirów                  | biurowy            |
| Lp. | Nazwa                                                       | Adres                           | Wysokość całkowita [m] | Wysokość do dachu [m] | Liczba kondygnacji | Rok ukończenia | Inwestor                                       | Architekt | Styl architektoniczny | Dzielnica      | Osiedle                | Przeznaczenie      |

## Budynki 60 -100 m z podziałem na dzielnice

### Bielany
| Lp. | Nazwa  | Adres              | Wysokość całkowita [m] | Wysokość do dachu [m] | Liczba kondygnacji | Rok ukończenia | Inwestor                    | Architekt | Styl architektoniczny | Osiedle     | Przeznaczenie |
| --- | ------ | ------------------ | ---------------------- | --------------------- | ------------------ | -------------- | --------------------------- | --------- | --------------------- | ----------- | ------------- |
| 1   | PKO BP | ul. Wólczyńska 133 | 75                     | 71                    | 17                 | 1976           | PKO BP (pierwotnie: Unitra) |           |                       | Chomiczówka | biurowy       |

### Mokotów
| Lp. | Nazwa                                       | Adres                | Wysokość całkowita [m] | Wysokość do dachu [m] | Liczba kondygnacji | Rok ukończenia | Inwestor   | Architekt       | Styl architektoniczny | Osiedle  | Przeznaczenie |
| --- | ------------------------------------------- | -------------------- | ---------------------- | --------------------- | ------------------ | -------------- | ---------- | --------------- | --------------------- | -------- | ------------- |
| 1   | Siedziba Transportowego Dozoru Technicznego | Puławska, Bukowińska | 63                     | 63                    |                    | 2019           | Bud-Invent | JEMS Architekci |                       | Ksawerów | biurowy       |
| 2   | LivUp Puławska 186                          | Puławska 186         | 60                     | 60                    | 18                 | 2021           | Matexi     | Brit Plan       |                       | Ksawerów | mieszkalny    |

### Ochota
| Lp. | Nazwa               | Adres                 | Wysokość całkowita [m] | Wysokość do dachu [m] | Liczba kondygnacji | Rok ukończenia | Inwestor | Architekt                    | Styl architektoniczny | Osiedle      | Przeznaczenie |
| --- | ------------------- | --------------------- | ---------------------- | --------------------- | ------------------ | -------------- | -------- | ---------------------------- | --------------------- | ------------ | ------------- |
| 1   | Euro Centrum (Alfa) | Al. Jerozolimskie 136 | 88                     | 88                    | 21                 | 2002           |          |                              |                       | Szczęśliwice | biurowy       |
| 2   | Nimbus Office       | Al. Jerozolimskie 98  | 65                     | 65                    | 16                 | 2014           |          |                              |                       | Szczęśliwice | biurowy       |
| 3   | Equator II          | Al. Jerozolimskie 128 | 61                     | 61                    | 15                 | 2011           | Karimpol | APA Wojciechowski Architekci |                       | Szczęśliwice | biurowy       |

### Praga-Południe
| Lp. | Nazwa            | Adres                        | Wysokość całkowita [m] | Wysokość do dachu [m] | Liczba kondygnacji | Rok ukończenia | Inwestor                             | Architekt                               | Styl architektoniczny | Osiedle | Przeznaczenie |
| --- | ---------------- | ---------------------------- | ---------------------- | --------------------- | ------------------ | -------------- | ------------------------------------ | --------------------------------------- | --------------------- | ------- | ------------- |
| 1   | Aura Sky         | ul. Rodziewiczówny           | 85                     | 85                    | 26                 | 2019           | Mill-Yon                             | KIPP Projekt                            |                       | Grochów | mieszkalny    |
| 2   | Blue Point       | al. Stanów Zjednoczonych 61A | 65                     | 65                    | 18                 | 2001           | Pezetel Development                  | Wojciech Jankowski                      |                       | Grochów | biurowy       |
| 3   | Horyzont Praga   | ul. Rodziewiczówny           | 62                     | 62                    | 18                 | 2021           | Cordia Polska                        | Latergrupa Brzeziński Perguł Architekci |                       | Gocław  | mieszkalny    |
| 4   | Rondo Wiatraczna | ul. Grochowska 207           | 60                     | 60                    | 18                 | 2018           |                                      |                                         |                       | Grochów | mieszkalny    |
| 5   | Grochowska 200   | ul. Grochowska 200           | 64                     | 64                    | 20                 | 1986           | Robotnicza Spółdzielnia Mieszkaniowa | Jerzy Kumelowski                        |                       | Grochów | mieszkalny    |

### Praga-Północ
| Lp. | Nazwa                               | Adres             | Wysokość całkowita [m] | Wysokość do dachu [m] | Liczba kondygnacji | Rok ukończenia | Inwestor                         | Architekt             | Styl architektoniczny | Dzielnica    | Przeznaczenie |
| --- | ----------------------------------- | ----------------- | ---------------------- | --------------------- | ------------------ | -------------- | -------------------------------- | --------------------- | --------------------- | ------------ | ------------- |
| 1   | Bazylika św. Michała i św. Floriana | ul. Floriańska 3  | 75                     | 75                    | n/a                | 1904           | Parafia Matki Bożej Loretańskiej | Józef Pius Dziekoński | Historyzm – neogotyk  | Praga-Północ | sakralny      |
| 2   | Targowa 26/30                       | ul. Targowa 26/30 | 64                     | 64                    | ?                  | ?              |                                  |                       |                       | Praga-Północ | mieszkalny    |

### Śródmieście
| Lp. | Nazwa                                              | Adres                                | Wysokość całkowita [m] | Wysokość do dachu [m] | Liczba kondygnacji | Rok ukończenia | Inwestor                                              | Architekt                                              | Styl architektoniczny  | Osiedle                | Przeznaczenie |
| --- | -------------------------------------------------- | ------------------------------------ | ---------------------- | --------------------- | ------------------ | -------------- | ----------------------------------------------------- | ------------------------------------------------------ | ---------------------- | ---------------------- | ------------- |
| 1   | PZU Tower (d. Les Tours Business Research Center)  | al. Jana Pawła II 24                 | 97                     | 94                    | 25                 | 2000           |                                                       | Tadeusz Spychała, Wojciech Popławski, Willibald Furst  |                        | Śródmieście Północne   | biurowy       |
| 2   | Widok Towers                                       | Al. Jerozolimskie 44                 | 95                     | 94                    | 26                 | 2020           | S+B Plan Bau Warschau                                 | Piotr Bujnowski, Martin Tröthan                        |                        | Śródmieście Północne   | biurowy       |
| 3   | North Gate                                         | ul. Bonifraterska 17                 | 94                     | 87                    | 25                 | 2008           | Immoconsult                                           | KIPP Projekt                                           |                        | Nowe Miasto            | biurowy       |
| 4   | Central Point                                      | ul. Zielna 37                        | 93                     | 93                    | 21                 | 2021           | Immobel                                               | Biuro Projektowe Kazimierski i Ryba, Arquitectonica    |                        | Śródmieście Północne   | biurowy       |
| 5   | Plac Unii                                          | ul. Puławska 2 /plac Unii Lubelskiej | 90                     | 90                    | 22                 | 2013           | Liebrecht & Wood, BBI Development                     | APA Kuryłowicz & Associates                            |                        | Śródmieście Południowe | biurowy       |
| 6   | Punktowiec Zgoda (część Ściany Wschodniej)         | ul. Zgoda                            | 87                     | 78                    | 24                 | 1969           |                                                       | Zbigniew Karpiński, Zbigniew Wacławek                  | modernizm              | Śródmieście Północne   | mieszkalny    |
| 7   | Budynek techniczny "Telegrafu"                     | ul. św. Barbary 10                   | 87                     | 76                    | 22                 | 1934           | Zeitgeist Asset Management                            | Julian Puterman-Sadłowski                              | międzywojennymodernizm | Śródmieście Południowe | biurowy       |
| 8   | Pekao Tower                                        | ul. Grzybowska 53                    | 85                     | 80                    | 20                 | 1993           | Bank Pekao SA                                         | Miljenko Dumenčić                                      |                        | Śródmieście Północne   | biurowy       |
| 9   | Punktowiec Świętokrzyska (część Ściany Wschodniej) | ul. Świętokrzyska 35                 | 85                     | 78                    | 24                 | 1969           |                                                       | Zbigniew Karpiński, Jan Klewin, Marcin Bogusławski     | modernizm              | Śródmieście Północne   | mieszkalny    |
| 10  | Punktowiec Chmielna (część Ściany Wschodniej)      | ul. Chmielna 35                      | 81                     | 78                    | 24                 | 1969           |                                                       | Zbigniew Karpiński, Zbigniew Wacławek                  | modernizm              | Śródmieście Północne   | mieszkalny    |
| 11  | Dom Studencki „Riviera”                            | ul. Ludwika Waryńskiego 12           | 80                     | 67                    | 20                 | 1964           | Politechnika Warszawska                               |                                                        |                        | Śródmieście Południowe | mieszkalny    |
| 12  | Centrum Systemów Telekomunikacyjnych               | ul. Nowogrodzka 47                   | 73                     | 73                    | 21                 | 1975           | Telekomunikacja Polska                                |                                                        |                        | Śródmieście Północne   | biurowy       |
| 13  | Gdański Business Center                            | ul. Inflancka 4A                     | 71                     | 69                    | 17                 | 2015           | HB Reavis                                             |                                                        |                        | Muranów                | biurowy       |
| 14  | Gdański                                            | ul. Zygmunta Słomińskiego 5          | 70                     | 70                    | 23                 | 2007           |                                                       |                                                        |                        | Muranów                | mieszkalny    |
| 15  | Biurowiec Moniuszki                                | ul. Stanisława Moniuszki 1A          | 70                     | 70                    | 22                 | 2001           |                                                       |                                                        |                        | Śródmieście Północne   | biurowy       |
| 16  | Młotek                                             | ul. Smolna 8                         | 68                     | 68                    | 20                 | 1976           | Przedsiębiorstwo Usług Mieszkaniowo-Administracyjnych | Jan Bogusławski, Bohdan Gniewiewski                    | modernizm              | Powiśle                | mieszkalny    |
| 17  | Westfield Arkadia                                  | al. Jana Pawła II 82                 | 67                     | 67                    | 5                  | 2004           |                                                       |                                                        | postmodernizm          | Muranów                | handlowy      |
| 18  | Hotel Warszawa (d. Prudential)                     | plac Powstańców Warszawy             | 66                     | 66                    | 17                 | 1933           |                                                       |                                                        | art déco               | Śródmieście Północne   | biurowy       |
| 19  | M2                                                 | ul. Zygmunta Słomińskiego 7          | 65                     | 65                    | 17                 | 2006           |                                                       |                                                        |                        | Muranów                | mieszkalny    |
| 20  | Grzybowska 4                                       | ul. Grzybowska 4                     | 65                     | 65                    | 18                 | 2009           | Dom Development                                       | HRA Architekci                                         |                        | Śródmieście Północne   | mieszkalny    |
| 21  | Sanktuarium NMP Łaskawej Patronki Warszawy         | ul. Świętojańska 10                  | 63                     | 63                    | n/a                | 1626           | Towarzystwo Jezusowe                                  | Jan Frankiewicz                                        | późny renesans         | Stare Miasto           | sakralny      |
| 22  | Warsaw Towers                                      | ul. Sienna 39                        | 63                     | 63                    | 17                 | 1999           |                                                       | Tadeusz Spychała                                       |                        | Śródmieście Północne   | biurowy       |
| 23  | Zebra Tower                                        | ul. Mokotowska 1                     | 60                     | 60                    | 17                 | 2010           | S+B Gruppe                                            | Martin Tröthan (Hoffmann Architekten), Piotr Bujnowski |                        | Śródmieście Południowe | biurowy       |
| 24  | Trio Apartamenty                                   | Stawki 2a                            | 60                     | 60                    | 19                 | 2012           | Eco Classic                                           | JEMS Architekci                                        |                        | Muranów                | mieszkalny    |
| 25  | Park Avenue                                        | ul. Wspólna 70                       | 60                     | 60                    | 15                 | 2018           | Park Projects                                         | JSK Architekci                                         |                        | Śródmieście Południowe | biurowy       |
| 26  | Apartamenty Murano                                 | ul. Pokorna 2                        | 60                     | 60                    | 19                 | 2012           | Budimex Nieruchomości                                 | DDJM Biuro Architektoniczne                            |                        | Muranów                | mieszkalny    |
| 27  | Kościół Świętej Trójcy                             | pl. Stanisława Małachowskiego 1      | 60                     | 60                    | n/a                | 1936?          |                                                       |                                                        | klasycyzm              | Śródmieście Północne   | sakralny      |

### Wilanów
| Lp. | Nazwa                       | Adres                | Wysokość całkowita [m] | Wysokość do dachu [m] | Liczba kondygnacji | Rok ukończenia | Inwestor                 | Architekt                            | Styl architektoniczny | Osiedle            | Przeznaczenie |
| --- | --------------------------- | -------------------- | ---------------------- | --------------------- | ------------------ | -------------- | ------------------------ | ------------------------------------ | --------------------- | ------------------ | ------------- |
| 1   | Świątynia Opatrzności Bożej | al. Rzeczypospolitej | 75                     | 70                    | n/a                | 2016           | Archidiecezja warszawska | Wojciech Szymborski, Lech Szymborski |                       | Błonia Wilanowskie | sakralny      |

### Wola
| Lp. | Nazwa                                         | Adres                       | Wysokość całkowita [m] | Wysokość do dachu [m] | Liczba kondygnacji | Rok ukończenia | Inwestor                                       | Architekt                                                     | Styl architektoniczny | Osiedle   | Przeznaczenie      |
| --- | --------------------------------------------- | --------------------------- | ---------------------- | --------------------- | ------------------ | -------------- | ---------------------------------------------- | ------------------------------------------------------------- | --------------------- | --------- | ------------------ |
| 1   | JM Tower                                      | ul. Grzybowska 45           | 98                     | 92                    | 29                 | 2011           | J.M. Property                                  |                                                               |                       | Mirów     | biurowy hotelarski |
| 2   | Prime Corporate Center                        | ul. Grzybowska 78           | 96                     | 83                    | 23                 | 2016           | Golub GetHouse                                 | Solomon Cordwell Buenz, Epstein                               |                       | Mirów     | biurowy            |
| 3   | Hotel Hilton                                  | ul. Grzybowska 63           | 94                     | 94                    | 26                 | 2007           | HGC S.A                                        | Biuro Projektów Kazimierski i Ryba sp.j.                      |                       | Mirów     | hotelarski         |
| 4   | The Westin Warsaw                             | al. Jana Pawła II 21        | 94                     | 79                    | 22                 | 2003           | Hotel Atrium (Gmina Warszawa Centrum, Skanska) | John Portman & Associates, Biuro Projektów Kazimierski & Ryba |                       | Mirów     | hotelarski         |
| 5   | Bliska Wola Tower, bud. B                     | ul. Kasprzaka 29/31         | 92                     | 92                    | 27                 | 2022           | J.W. Construction                              | Studio B.A.U.                                                 |                       | Odolany   | mieszkalny         |
| 6   | Unique Tower, bud. A                          | ul. Grzybowska 51           | 91                     | 91                    | 29                 | 2021           | Marvipol                                       | Sud Architekt Polska                                          |                       | Mirów     | mieszkalny         |
| 7   | Varso – Cambridge Innovation Center           | ul. Chmielna 73             | 90                     | 90                    |                    | 2020           | HB Reavis                                      |                                                               |                       | Mirów     | biurowy            |
| 8   | Crowne Plaza (część The Warsaw Hub)           | Rondo Daszyńskiego 2        | 86                     | 86                    | 19                 | 2020           | Ghelamco                                       | AMC – Andrzej M. Chołdzyński                                  |                       | Czyste    | biurowy            |
| 9   | Platinum Tower 1                              | ul. Grzybowska 59/61        | 85                     | 85                    | 22                 | 2009           | Atlas Management Company                       | Piotr Majewski, MWH Architekci                                |                       | Mirów     | mieszkalny         |
| 10  | Platinum Tower 2                              | ul. Grzybowska 59/61        | 85                     | 85                    | 22                 | 2009           | Atlas Management Company                       | Piotr Majewski, MWH Architekci                                |                       | Mirów     | mieszkalny         |
| 11  | Warta Tower                                   | ul. Chmielna 85/87          | 82                     | 82                    | 22                 | 2000           | Warta Inwestycje                               | Leszek Kazimierz Klajnert, Jerzy Czyż                         |                       | Mirów     | biurowy            |
| 12  | Varso – Hotel NYX                             | ul. Chmielna 73             | 81                     | 81                    |                    | 2020           | HB Reavis                                      |                                                               |                       | Mirów     | hotelarski         |
| 13  | Bliska Wola Tower, bud. C                     | ul. Kasprzaka 29/31         | 80                     | 80                    | 24                 | 2022           | J.W. Construction                              | Studio B.A.U.                                                 |                       | Odolany   | mieszkalny         |
| 14  | Chmielna Tower                                | ul. Chmielna 79             | 79                     | 79                    | 14                 | 2020           | Cavatina / Green House Development             | Epstein                                                       | Dekonstruktywizm      | Mirów     | biurowy            |
| 15  | Prosta Tower                                  | ul. Prosta 32               | 70                     | 70                    | 19                 | 2011           | Marvipol                                       | APA Kuryłowicz & Associates                                   |                       | Mirów     | biurowy            |
| 16  | Bliska Wola Tower, bud. A                     | ul. Kasprzaka 29/31         | 70                     | 70                    | 20                 | 2022           | J.W. Construction                              | Studio B.A.U.                                                 |                       | Odolany   | mieszkalny         |
| 17  | Kościół św. Augustyna                         | ul. Nowolipki 18            | 80                     | 80                    | n/a                | 1896           | Aleksandra Potocka                             | Edward Cichocki, Józef Huss                                   | Historyzm – neogotyk  | Nowolipki | sakralny           |
| 18  | Studio, bud. B                                | ul. Łucka 9                 | 66                     | 66                    | 15                 | 2024           | Skanska                                        | Arrow Architects, Grupa 5 Architekci                          |                       | Mirów     |                    |
| 19  | Capital Art Apartments                        | ul. Giełdowa 4              | 64                     | 64                    | 18                 | 2015           |                                                |                                                               |                       | Czyste    | mieszkalny         |
| 20  | Browary Warszawskie / Apartamenty przy Bramie | ul. Krochmalna 58           | 62                     | 62                    | 18                 | 2020           | Echo Investment                                | JEMS Architekci                                               |                       | Mirów     | mieszkalny         |
| 21  | Unique Tower, bud. B                          | ul. Grzybowska 51           | 60                     | 60                    | 17                 | 2021           | Marvipol                                       | Sud Architekt Polska                                          |                       | Mirów     | mieszkalny         |
| 22  | Unique Tower, bud. C                          | ul. Grzybowska 51           | 60                     | 60                    | 17                 | 2021           | Marvipol                                       | Sud Architekt Polska                                          |                       | Mirów     | mieszkalny         |
| 23  | Centrum Żelazna Apartamentowce                | ul. Żelazna 59              | 60                     | 60                    | 16                 | ?              |                                                |                                                               |                       | Mirów     | mieszkalny         |
| 24  | Victoria Building                             | Giełdowa 7/9, Kasprzaka 2/8 | 60                     | 60                    | 14                 | 2002           | Victoria Development                           | JEMS Architekci                                               |                       | Czyste    | biurowy            |
| 25  | W Apartaments                                 | ul. Siedmiogrodzka 3        | 60                     | 60                    | 17                 | 2021           | Marvipol                                       | WWAA                                                          |                       | Czyste    | mieszkalny         |
| 26  | Grzybowska 37                                 | ul. Grzybowska 37           | 60                     | 60                    | 17                 | 2023           | Matexi                                         | AEC Krymow & Partnerzy                                        |                       | Mirów     | meszkalny          |

## Budynki w trakcie realizacji
Zestawienie wszystkich warszawskich budynków w trakcie realizacji o wysokości powyżej 60 metrów.
| Lp. | Nazwa          | Ulica               | Wysokość całkowita [m] | Wysokość do dachu [m] | Liczba pięter | Inwestor / deweloper | Architekt                            | Data rozpoczęcia budowy | Rok planowanego ukończenia | Dzielnica | Osiedle |
| --- | -------------- | ------------------- | ---------------------- | --------------------- | ------------- | -------------------- | ------------------------------------ | ----------------------- | -------------------------- | --------- | ------- |
| 1   | Skyreach       | ul. Grzybowska 59   | 174                    | 174                   | 48            | G City Europe        | Kuryłowicz & Associates              | III 2024                | 2028                       | Wola      | Mirów   |
| 2   | Upper One      | aleja Jana Pawła II | 131,5                  | 131,5                 | 34            | Strabag              | Medusa Group                         | IX 2023                 | 2026                       | Wola      | Mirów   |
| 3   | Skyliner II    | ul. Prosta/Towarowa | 130                    | 130                   | 33            | Karimpol Polska      | APA Wojciechowski Architekci         | II 2024                 | 2026                       | Wola      | Czyste  |
| 4   | Studio, bud. A | ul. Łucka 9         | 105                    | 105                   | 26            | Skanska              | Arrow Architects, Grupa 5 Architekci | IX 2021                 | 2026                       | Wola      | Mirów   |
| 5   | Vibe           | ul. Towarowa 7      | 95                     | 95                    | 25            | Ghelamco Poland      | PIG Architekci                       | IX 2022                 | 2026                       | Wola      | Czyste  |

## Budynki planowane (zatwierdzone)
Tabela zawiera budynki zatwierdzone o wysokości powyżej 60 metrów, tzn. te które uzyskały pozwolenie na budowę.
| Lp. | Nazwa                               | Ulica                                                | Wysokość całkowita [m] | Wysokość do dachu [m] | Liczba pięter | Inwestor / deweloper          | Architekt                                   | Rok planowanego rozpoczęcia | Rok planowanego zakończenia | Dzielnica    | Osiedle                |
| --- | ----------------------------------- | ---------------------------------------------------- | ---------------------- | --------------------- | ------------- | ----------------------------- | ------------------------------------------- | --------------------------- | --------------------------- | ------------ | ---------------------- |
| 1   | Lilium Tower                        | Al. Jerozolimskie 79                                 | 193                    | 193                   |               | Golden Star Group             | APA Wojciechowski                           |                             |                             | Śródmieście  | Śródmieście Południowe |
| 2   | Kolmex Tower                        | ul. Grzybowska 80/82                                 | 180                    | 180                   | 44            | Kolmex                        | Studio Arch i Partnerzy, Grupa 5 Architekci | Q3 2032                     | 2036                        | Wola         | Mirów                  |
| 3   | Port Praski City 1                  | ul. Sokola / ul. Zamoyskiego / Wybrzeże Szczecińskie | 160                    | 160                   |               | Port Praski                   |                                             | Q1 2027                     | 2030                        | Praga-Północ | Stara Praga            |
| 4   | Liberty Residence                   | ul. Grzybowska / ul. Żelazna                         | 140                    | 140                   | 41            | Resi Capital / Cavatina Group | Epstein                                     | Q2 2025                     |                             | Wola         | Mirów                  |
| 5   | Chopin Tower                        | ul. Wronia                                           | 130                    | 130                   |               | Ghelamco                      |                                             | Q2 2026                     | 2028                        | Wola         | Mirów                  |
| 6   | Spark                               | ul. Aleja „Solidarności” 173                         | 130                    | 130                   | 30            | Skanska                       |                                             | Q1 2027                     | 2031                        | Wola         | Czyste                 |
| 7   | Sobieski Tower                      | Al. Jerozolimskie, ul. Grójecka, pl. Zawiszy         | 130                    | 130                   |               | Ghelamco                      |                                             | Q1 2025                     | 2030                        | Ochota       | Stara Ochota           |
| 8   | Libero / d. Liberty, B4BKA          | ul. Burakowska 4                                     | 120                    | 120                   | 33            | Green Property Group          | JSK Architekci                              | Q1 2026                     | 2027                        | Wola         | Powązki                |
| 9   | Port Praski City 2                  | ul. Sokola / ul. Zamoyskiego / Wybrzeże Szczecińskie | 120                    | 120                   |               | Port Praski                   |                                             | Q1 2027                     | 2030                        | Praga-Północ | Stara Praga            |
| 10  | Port Praski City 3                  | ul. Sokola / ul. Zamoyskiego / Wybrzeże Szczecińskie | 110                    | 110                   |               | Port Praski                   |                                             | Q1 2027                     | 2030                        | Praga-Północ | Stara Praga            |
| 11  | Wieżowiec FB Antczak (d. PIN Tower) | ul. Mariańska 6                                      | 105                    | 105                   | 30            | FB Antczak                    | JSK Architekci                              | Q4 2026                     | 2029                        | Śródmieście  | Śródmieście Północne   |
| 12  | Port Praski City 4                  | ul. Sokola / ul. Zamoyskiego / Wybrzeże Szczecińskie | 100                    | 100                   |               | Port Praski                   |                                             | Q1 2027                     | 2030                        | Praga-Północ | Stara Praga            |
| 13  | Eurocentrum Crown, Holiday Inn      | Al. Jerozolimskie 132/138                            | 76                     | 76                    | 21            | Capital Park                  | JSK Architekci                              | Q3 2026                     | 2030                        | Ochota       | Szczęśliwice           |

## Budynki planowane (niezatwierdzone)
Tabela zawiera budynki projektowane o wysokości powyżej 75 metrów, tzn. te które nie uzyskały jeszcze pozwolenia na budowę.
| Lp. | Nazwa                             | Ulica                               | Wysokość całkowita [m] | Wysokość do dachu [m] | Liczba pięter | Inwestor / deweloper                                                         | Architekt                              | Dzielnica   | Osiedle                |
| --- | --------------------------------- | ----------------------------------- | ---------------------- | --------------------- | ------------- | ---------------------------------------------------------------------------- | -------------------------------------- | ----------- | ---------------------- |
| 1   | Wieżowiec Złota I                 | Złota 48/54                         | 245                    | 245                   | 57            | PHN, Orbis                                                                   |                                        | Śródmieście | Śródmieście Północne   |
| 3   | Plater Tower                      | ul. Plater                          | 233                    | 233                   | 60            | Senatorska Investment                                                        | Kuryłowicz & Associates                | Śródmieście | Śródmieście Północne   |
| 4   | Centralna Park                    | Al. Jerozolimskie 56                | 200                    | 200                   |               | Xcity Investment                                                             |                                        | Wola        | Mirów                  |
| 5   | Wieżowiec Złota II                | Złota 48/54                         | 190                    | 190                   | 54            |                                                                              |                                        | Śródmieście | Śródmieście Północne   |
| 6   | Wola Tower                        | ul. Towarowa / ul. Kotlarska        | 200                    | 180                   | 45            | Nu Semi                                                                      | Mateusz Tanski & Associates Architects | Wola        | Mirów                  |
| 7   | Nowa Emilia                       | ul. Emilii Plater 51                | 196                    | 164                   | 40            | Globalworth                                                                  | Kuryłowicz & Associates                | Śródmieście | Śródmieście Północne   |
| 8   | Srebrna Tower/K-Tower/K2          | ul. Srebrna 16                      | 190                    | 190                   |               | Srebrna 16                                                                   | Grupa AT                               | Wola        | Mirów                  |
| 9   | Warsaw One                        | al. Jana Pawła II 15                | 188                    | 188                   | 45            | UBS / Skanska                                                                | Arrow Architects                       | Wola        | Mirów                  |
| 10  | Kaskada Tower                     | al. Jana Pawła II 12                | 181                    | 170                   | 57            | PHN                                                                          |                                        | Śródmieście | Śródmieście Południowe |
| 11  | Atrium South III                  | ul. Pereca 1                        | 180                    | 180                   |               | Skanska                                                                      | PRC Architekci                         | Wola        | Mirów                  |
| 12  | Porta Varsovia                    | ul. Emilii Plater / ul. Nowogrodzka | 180                    | 180                   | 41            | Miasto Stołeczne Warszawa                                                    | Kontrapunkt V-Projekt                  | Śródmieście | Śródmieście Południowe |
| 13  | Roma Tower                        | ul. Emilii Plater / ul. Nowogrodzka | 170                    | 170                   | 42            | BBI Development NFI                                                          | Juvenes Projekt                        | Śródmieście | Śródmieście Południowe |
| 14  | Jana Pawła II 11                  | al. Jana Pawła II 11                | 150                    | 150                   |               | AMEW Invest                                                                  |                                        | Wola        | Mirów                  |
| 15  | Towarowa 22 A1                    | Towarowa 22                         | 150                    | 150                   |               | Echo Investment                                                              | JEMS Architekci                        | Wola        | Mirów                  |
| 16  | Atrium International Tower        | al. Jana Pawła II 23                | 135                    | 135                   |               | Strabag Real Estate                                                          |                                        | Wola        | Mirów                  |
| 17  | Sienna Tower                      | al. Jana Pawła II, ul. Sienna       | 120                    | 120                   |               | Włodarzewska                                                                 |                                        | Wola        | Mirów                  |
| 18  | Towarowa 22 A2                    | Towarowa 22                         | 120                    | 120                   |               | Echo Investment                                                              | JEMS Architekci                        | Wola        | Mirów                  |
| 19  | Wieżowiec TSKŻ                    | pl. Grzybowski 12/16                | 95                     | 95                    | 28            | Ghelamco                                                                     | AHR Architects                         | Śródmieście | Śródmieście Północne   |
| 20  | Wieżowiec WAN / Babka 2           | al. Jana Pawła II / Rondo Radosława | 92                     | 92                    | 28            | WAN                                                                          | ARE stiasny/wacławek                   | Śródmieście | Muranów                |
| 21  | Grzybowska City Center Apartments | ul. Grzybowska 98                   | 75                     | 75                    |               | Terra Casa                                                                   | PRC Architekci                         | Wola        | Czyste                 |
| 22  | Gdański Garden Station            | ul. Zygmunta Słomińskiego           | 60                     | 60                    | 16            | Xcity Investment, Polskie Linie Kolejowe, Polskie Koleje Państwowe, Ghelamco | SUD Architekt                          | Śródmieście | Muranów                |

## Budynki zburzone
| Lp. | Nazwa                          | Ulica                             | Wysokość | Architekt      | Rok ukończenia budowy | Rok wyburzenia | Dzielnica   | Osiedle              |
| --- | ------------------------------ | --------------------------------- | -------- | -------------- | --------------------- | -------------- | ----------- | -------------------- |
| 1   | Sobór św. Aleksandra Newskiego | pl. Marszałka Józefa Piłsudskiego | 70       | Leontij Benois | 1912                  | 1926           | Śródmieście | Śródmieście Północne |